# Rysslands administrativa indelning
Ryssland är till ytan världens största land med många olika folkslag och regionala diversiteter i landet. Av denna anledning har Ryssland flera olika typer av administrativa indelningar. De görs i olika nivåer och på varje nivå kan finnas områden av olika typ. Indelningarna ändras över tiden genom olika reformer.

## Federationssubjekt
Ryssland är enligt konstitutionen en federation bestående av 83 subjekt, som kan vara antingen delrepubliker, kraj, oblaster, federala städer, autonoma oblast eller autonoma distrikt.
- Oblast (46 stycken) översätts vanligen med ’provins’ eller ’län’.

- Delrepublikerna (21 stycken) har visst självstyre med eget parlament och president.

- Kraj (9 stycken) översätts vanligen med ’territorium’.

- Autonoma distrikt (4 stycken) eller okrug.

- Federala städer (2 stycken) är Moskva och Sankt Petersburg.

- Ett autonomt oblast (1 enda) tillvaratar officiellt en folkgrupps intressen. Det enda autonoma oblastet är Judiska autonoma oblastet.

Tre exempel på federationssubjekt i nordvästra Ryssland är Karelska republiken (delrepublik), Sankt Petersburg (federal stad) och Leningrad oblast (oblast).
I en del sammanhang grupperas de 83 subjekten i sju federala distrikt eller i tolv ekonomiska regioner. Dessa har dock inga egna stadgar, styrelser eller funktionärer, utan är enbart till för presidentens kansli. De ekonomiska regionerna fanns redan på tsartiden och under sovjettiden. De federala distrikten inrättades år 2000. De tre exemplen ligger alla i nordvästra federala distriktet och fördelar sig på norra och nordvästra ekonomiska regionen.

## Städer, distrikt och kommuner
Federationssubjekten är indelade i städer och distrikt (rajoner), varav de senare är indelade i stads- eller tätortskommuner och landskommuner eller landsbygdsråd (selsovjet).
Beteckningen selsovjet (сельсове́т, förkortat с/с) är en sammandragning av selskij sovjet (се́льский сове́т, lantligt råd, byråd) och användes under sovjettiden enhetligt över hela Ryska SFSR. Men med Rysslands konstitution av år 1993 och med lagen om lokalt självstyre av år 1995 blev det upp till varje federationssubjekt att sköta sin egen indelning och på flera håll har terminologin ändrats. Exempelvis kallas de nu poselenie (поселение, bygd) i Novgorod oblast och volost (волость, socken) i Pskov oblast.
Landskommunerna (selsovjeterna) är, trots flera sammanslagningar, förhållandevis små. Exempelvis är Karelska republiken med 632.533 invånare (2015) indelad i två städer och 16 distrikt, de senare bestående av inte mindre än 22 tätortskommuner och 87 landskommuner. Ett typiskt distrikt med 16.105 invånare är uppdelat på en tätortskommun med 12.553 invånare och tre landskommuner, den minsta med 453 invånare.

## Reformer
Under åren 2005–2008 genomförs vissa förändringar i den administrativa indelningen. Främst är det autonoma distrikt som efter folkomröstningar upplöses och uppgår i en oblast, eller bildar en kraj tillsammans med andra administrativa enheter.
Den 18 mars 2014 lades ytterligare två subjekt till federationen, Republiken Krim (republik) och staden Sevastopol (federal stad), så att det totala antalet blev 85. De flesta andra länder erkänner dock inte dessa annekteringar, utan räknar Krim som en del av Ukraina.

## Källa
- Saunders, Robert A.; Strukov Vlad (2010) (på engelska). Historical dictionary of the Russian Federation [Elektronisk resurs]. Historical dictionaries of Europe ; 78. Lanham, Md.: Scarecrow Press. Libris 12078858. ISBN 9780810874602